# František Sasko-Kobursko-Saalfeldský
František Sasko-Kobursko-Saalfeldský (15. července 1750, Coburg – 9. prosince 1806, Coburg) byl jedním z vládnoucích durynských vévodů z rodu Wettinů.

## Život
František se narodil jako nejstarší syn Arnošta Fridricha Sasko-Kobursko-Saalfeldského a Žofie Antonie Brunšvicko-Wolfenbüttelské.
Získal vlastní, pečlivé a rozsáhlé vzdělání a stal se milovníkem umění. V roce 1775 zahájil pro vévodství velkou sbírku, která se nakonec rozšířila na 30 000 obrázkových kolekcí mědirytin.
V roce 1793 byl povolán do spojenecké armády, když byla jeho země napadena francouzskou revoluční armádou. Spojenecké síly zahrnovaly Hannoversko, Hesensko a Británii. František bojoval v několika akcích proti Francouzům.
V roce 1800 se stal po otcově smrti Sasko-kobursko-saalfeldským vévodou. Kvůli otcovým dluhům rodina přišla o zámek Rosenau, František ho však v roce 1805 koupil zpět jako letní sídlo vévodské rodiny.
6. srpna 1806 císař František II. po porážce proti Napoleonovi v bitvě u Slavkova zrušil Svatou říši římskou. 9. prosince 1809 vévoda František zemřel. 15. prosince 1806 vstoupilo Sasko-Kobursko-Saalfeld spolu s dalšími Ernestinskými vévodstvími do Rýnského spolku, jak vévoda se svými ministry plánoval.

## První manželství
6. března 1776 se František v Hildburghausenu oženil s Žofií Sasko-Hildburghausenskou, dcerou ernestinského příbuzného, Ernesta Fridricha III. Sasko-Hildburghausenského. Žofie zemřela 28. října 1776, pouhých sedm měsíců po svatbě. Z manželství nevzešli žádní potomci.

## Druhé manželství
13. června 1777 se František v Eersdorfu oženil s Augustou Reuss Ebersdorf. Měli spolu deset dětí, z nichž se sedm dožilo dospělosti:
| Pořadí | Jméno                                 | Narození                    | Úmrtí                                               | Poznámka |
| ------ | ------------------------------------- | --------------------------- | --------------------------------------------------- | --- |
| 1.     | Žofie Sasko-Kobursko-Saalfeldská      | 19. srpna 1778 v Coburgu    | 8. července 1835 v Tušimicích v Čechách             | 23. února 1804 se provdala za Emanuela von Mensdorff-Pouilly |
| 2.     | Antoinetta Sasko-Kobursko-Saalfeldská | 28. srpna 1779 v Coburgu    | 24. března 1824 v Petrohradě                        | 17, listopadu 1798 se provdala za Alexandra Württemberského |
| 3.     | Juliana Sasko-Kobursko-Saalfeldská    | 23. září 1781 v Coburgu     | 15. srpna 1860 v Elfenau, blízko Bern, ve Švýcarsku | 26. února 1796 se provdala za Konstantina Pavloviče, mladšího bratra ruského cara Alexandra I. (byli rozvedeni v roce 1820) |
| 4.     | mrtvý syn                             | 1782                        | 1782                                                | |
| 5.     | Arnošt I. Sasko-Kobursko-Gothajský    | 2. ledna 1784 v Coburgu     | 29. ledna 1844 v Gothe                              | 31. července 1817 se oženil s Luisou Sasko-Gothajsko-Altenburskou, byl otcem prince Alberta, manžela královny Viktorie |
| 6.     | Ferdinand Sasko-Kobursko-Gothajský    | 28. března 1785 v Coburgu   | 27. srpna 1851 ve Vídni                             | 30. listopadu 1815 se oženil s Marií Antonií Koháry de Csábrág, byl otcem Ferdinanda II. Portugalského a nemourské vévodkyně Viktorie, a dědečkem Ferdinanda I. Bulharského. Sňatkem se stal zakladatelem Kohárské větve sasko-kobursko-gothajské linie |
| 7.     | Viktorie Sasko-Kobursko-Saalfeldská   | 17. srpna 1786 v Coburgu    | 16. března 1861 ve Frogmore House                   | 11. července 1818 se provdala za Eduarda Augusta Hannoverského, čtvrtého syna britského krále Jiřího III. Byla matkou královny Viktorie |
| 8.     | Marianna Šarlota                      | 7. srpna 1788 v Coburgu     | 23. srpna 1794 v Coburgu                            | |
| 9.     | Leopold I. Belgický                   | 16. prosince 1790 v Coburgu | 10. prosince 1865 v Laeken                          | 9. srpna 1830 se oženil s Luisou Marií Francouzskou a měl s ní několik dětí, včetně Leopolda II. Belgického a mexické císařovny Charlotty Belgické. Stal se prvním belgickým králem.                                                                    |
| 10.    | František Maxmilián Ludvík            | 12. prosince 1792 v Coburgu | 3. ledna 1793 v Coburgu                             | |

František je předkem například britské královny Viktorie, jejího manžela Alberta, mexické císařovny Šarloty, Alžběty II., Filipa Belgického, Simeona II. a dalších.

## Vývod z předků
|                                      |                                                   |  |                                       |                                                             |  |  |  |  |  |  |  | Arnošt I. Sasko-Gothajský |
|                                      |                                                   |  |                                       |                                                             |  |  |  |  |  |  |  |                           |
|                                      | Jan Arnošt IV. Sasko-Kobursko-Saalfeldský         |  |                                       |                                                             |  |  |  |  |  |  |  |                           |
|                                      |                                                   |  |                                       |                                                             |  |  |  |  |  |  |  |                           |
|                                      |                                                   |  |                                       | Alžběta Žofie Sasko-Altenburská                             |  |  |  |  |  |  |  |                           |
|                                      |                                                   |  |                                       |                                                             |  |  |  |  |  |  |  |                           |
|                                      | František Josiáš Sasko-Kobursko-Saalfeldský       |  |                                       |                                                             |  |  |  |  |  |  |  |                           |
|                                      |                                                   |  |                                       |                                                             |  |  |  |  |  |  |  |                           |
|                                      |                                                   |  |                                       | Josias II. Waldecko-Pyrmontský                              |  |  |  |  |  |  |  |                           |
|                                      |                                                   |  |                                       |                                                             |  |  |  |  |  |  |  |                           |
|                                      | Šarlota Johana Waldecko-Wildungenská              |  |                                       |                                                             |  |  |  |  |  |  |  |                           |
|                                      |                                                   |  |                                       |                                                             |  |  |  |  |  |  |  |                           |
|                                      |                                                   |  |                                       | Vilhelmína Kristýna Nasavsko-Siegenská                      |  |  |  |  |  |  |  |                           |
|                                      |                                                   |  |                                       |                                                             |  |  |  |  |  |  |  |                           |
|                                      | Arnošt Fridrich Sasko-Kobursko-Saalfeldský        |  |                                       |                                                             |  |  |  |  |  |  |  |                           |
|                                      |                                                   |  |                                       |                                                             |  |  |  |  |  |  |  |                           |
|                                      |                                                   |  |                                       | Albrecht Antonín Schwarzbursko-Rudolstadtský                |  |  |  |  |  |  |  |                           |
|                                      |                                                   |  |                                       |                                                             |  |  |  |  |  |  |  |                           |
|                                      | Ludvík Fridrich I. Schwarzbursko-Rudolstadtská    |  |                                       |                                                             |  |  |  |  |  |  |  |                           |
|                                      |                                                   |  |                                       |                                                             |  |  |  |  |  |  |  |                           |
|                                      |                                                   |  |                                       | Emílie Juliana Barby-Mühlingenská                           |  |  |  |  |  |  |  |                           |
|                                      |                                                   |  |                                       |                                                             |  |  |  |  |  |  |  |                           |
|                                      | Anna Žofie Schwarzbursko-Rudolstadtská            |  |                                       |                                                             |  |  |  |  |  |  |  |                           |
|                                      |                                                   |  |                                       |                                                             |  |  |  |  |  |  |  |                           |
|                                      |                                                   |  |                                       | Fridrich I. Sasko-Gothajsko-Altenburský                     |  |  |  |  |  |  |  |                           |
|                                      |                                                   |  |                                       |                                                             |  |  |  |  |  |  |  |                           |
|                                      | Anna Žofie Sasko-Gothajsko-Altenburská            |  |                                       |                                                             |  |  |  |  |  |  |  |                           |
|                                      |                                                   |  |                                       |                                                             |  |  |  |  |  |  |  |                           |
|                                      |                                                   |  |                                       | Magdaléna Sibyla Sasko-Weissenfelská                        |  |  |  |  |  |  |  |                           |
|                                      |                                                   |  |                                       |                                                             |  |  |  |  |  |  |  |                           |
| František Sasko-Kobursko-Saalfeldský |                                                   |  |                                       |                                                             |  |  |  |  |  |  |  |                           |
|                                      |                                                   |  |                                       |                                                             |  |  |  |  |  |  |  |                           |
|                                      |                                                   |  | Augustus Brunšvicko-Lüneburský mladší |                                                             |  |  |  |  |  |  |  |                           |
|                                      |                                                   |  |                                       |                                                             |  |  |  |  |  |  |  |                           |
|                                      | Ferdinand Albrecht I. Brunšvicko-Lüneburský       |  |                                       |                                                             |  |  |  |  |  |  |  |                           |
|                                      |                                                   |  |                                       |                                                             |  |  |  |  |  |  |  |                           |
|                                      |                                                   |  |                                       | Alžběta Žofie Meklenburská                                  |  |  |  |  |  |  |  |                           |
|                                      |                                                   |  |                                       |                                                             |  |  |  |  |  |  |  |                           |
|                                      | Ferdinand Albrecht II. Brunšvicko-Wolfenbüttelský |  |                                       |                                                             |  |  |  |  |  |  |  |                           |
|                                      |                                                   |  |                                       |                                                             |  |  |  |  |  |  |  |                           |
|                                      |                                                   |  |                                       | Fridrich Hesensko-Eschwegský                                |  |  |  |  |  |  |  |                           |
|                                      |                                                   |  |                                       |                                                             |  |  |  |  |  |  |  |                           |
|                                      | Kristýna Hesensko-Eschwegská                      |  |                                       |                                                             |  |  |  |  |  |  |  |                           |
|                                      |                                                   |  |                                       |                                                             |  |  |  |  |  |  |  |                           |
|                                      |                                                   |  |                                       | Eleonora Kateřina Falcká                                    |  |  |  |  |  |  |  |                           |
|                                      |                                                   |  |                                       |                                                             |  |  |  |  |  |  |  |                           |
|                                      | Žofie Antonie Brunšvicko-Wolfenbüttelská          |  |                                       |                                                             |  |  |  |  |  |  |  |                           |
|                                      |                                                   |  |                                       |                                                             |  |  |  |  |  |  |  |                           |
|                                      |                                                   |  |                                       | Anton Ulrich Brunšvicko-Wolfenbüttelský                     |  |  |  |  |  |  |  |                           |
|                                      |                                                   |  |                                       |                                                             |  |  |  |  |  |  |  |                           |
|                                      | Ludvík Rudolf Brunšvicko-Lüneburský               |  |                                       |                                                             |  |  |  |  |  |  |  |                           |
|                                      |                                                   |  |                                       |                                                             |  |  |  |  |  |  |  |                           |
|                                      |                                                   |  |                                       | Alžběta Juliana Šlesvicko-Holštýnsko-Sonderbursko-Norburská |  |  |  |  |  |  |  |                           |
|                                      |                                                   |  |                                       |                                                             |  |  |  |  |  |  |  |                           |
|                                      | Antonie Amálie Brunšvicko-Wolfenbüttelská         |  |                                       |                                                             |  |  |  |  |  |  |  |                           |
|                                      |                                                   |  |                                       |                                                             |  |  |  |  |  |  |  |                           |
|                                      |                                                   |  |                                       | Albrecht Arnošt I. Oettingenský                             |  |  |  |  |  |  |  |                           |
|                                      |                                                   |  |                                       |                                                             |  |  |  |  |  |  |  |                           |
|                                      | Kristýna Luisa Öttingenská                        |  |                                       |                                                             |  |  |  |  |  |  |  |                           |
|                                      |                                                   |  |                                       |                                                             |  |  |  |  |  |  |  |                           |
|                                      |                                                   |  |                                       | Kristýna Frederika Württemberská                            |  |  |  |  |  |  |  |                           |
|                                      |                                                   |  |                                       |                                                             |  |  |  |  |  |  |  |                           |